# Normanella porosa
Normanella porosa är en kräftdjursart som beskrevs av Noodt 1964. Normanella porosa ingår i släktet Normanella och familjen Normanellidae. Inga underarter finns listade i Catalogue of Life.